# Публій Корнелій (військовий трибун з консульською владою)
Пу́блій Корне́лій (лат. Publius Cornelius; V—IV століття до н. е.) — політичний і військовий діяч Римської республіки; дворазовий військовий трибун з консульською владою (консулярний трибун) 389 і 385 років до н. е.

## Біографічні відомості
Походив з патриціанського роду Корнеліїв. Про батьків, молоді роки Публія Корнелія відомості не збереглися.

### Перша трибунська каденція
389 року до н. е. його було обрано військовим трибуном з консульською владою разом з Луцієм Валерієм Публіколою, Луцієм Вергінієм Трікостом, Авлом Манлієм Капітоліном, Луцієм Емілієм Мамерціном і Луцієм Постумієм Альбіном Регілленом. Під час цієї каденції диктатор Марк Фурій Камілл після 70 років боротьби Римської республіки проти вольськів зрештою змусив їх підкоритися. Водночас екви та етруски атакували союзників Риму з міста Сутрі. Проти них виступили римські війська на чолі з Луцієм Емілієм. Про безпосередню діяльність під час цієї каденції Публія Корнелія згадок немає.

## Друга трибунська каденція
У 385 році до н. е. його вдруге було обрано військовим трибуном з консулдьською владою разом з Авлом Манлієм Капітоліном, Гаєм Сергієм Фіденатом Коксоном, Титом Квінкцієм Цинциннатом Капитолином, Луцієм Квінкцієм Цинціннатом, Луцієм Папірієм Курсором. Консулярні трибуни цієї каденції з перемінним успіхом воювали проти вольсків, герніків та латинян. Через тяжкість бойових дій консулярні трибуни підтримали пропозицію щодо призначення диктатора для війни з вольськами, яким став Авл Корнелій Косс.
Про подальшу долю Публія Корнелія відомостей немає.